# Holopyga fervida fervida
Holopyga fervida fervida é uma subespécie de insetos himenópteros, mais especificamente de vespas pertencente à família Chrysididae.
A autoridade científica da subespécie é Fabricius, tendo sido descrita no ano de 1781.
Trata-se de uma subespécie presente no território português.